# Cordillera del Viento
La Cordillera del Viento se encuentra situada en el norte de la Provincia del Neuquén, República Argentina, formando parte del departamento Minas.

## Descripción
Es un cordón montañoso que comienza en el paraje Chacay Melehue y termina en el volcán Domuyo (4.709 m s. n. m.), siendo esta la altura máxima de la provincia y de la Patagonia. El cerro Butalón de 2.986 m s. n. m. y el cerro La Corona de 2.991 m s. n. m., forman parte de la orografía de la cordillera del Viento.
Dentro de sus límites corren arroyos que forman pequeños valles donde se sitúan algunas poblaciones, en la ladera del oeste, Varvarco, Las Ovejas, Bella Vista, Los Carrizos, Andacollo y Huinganco, en la ladera del este se encuentra Tricao Malal y pobladores diseminados en tierras bajas.
Se encuentran lagunas en ambas laderas, y desde allí se desprenden varios cursos de agua, algunos de importancia y otros menores, que son afluentes del Río Curi Leivu.

## Flora
La flora es escasa en las alturas medias a altas, solo se encuentran arbustos en cotas menores y ellos son típicos de la zona cordillerana podemos citar al poleo, manzanilla, pichana, jarilla, tamariscos, cortaderas, coirón, neneo y algunas pasturas sembradas por el hombre. En algunos faldeos se pueden encontrar especímenes de Ciprés de la Cordillera, Maiten, Ñire, etc.

## Fauna
La fauna es abundante en aves, allí habita el cóndor, el águila, jotes, golondrinas, gorriones, chimangos, gavilanes, martinetas, perdiz, canarios, patos, loros, búho, cernícalos y avestruz, es una zona donde se encuentran las liebres el zorro y los conejos salvajes, piches y peludos, culebras y lagartijas.

## Clima
El clima es riguroso en invierno ya que las precipitaciones níveas son muy importantes por las alturas de sus picos; las temperaturas disminuyen a varios grados Celsius, habiéndose registrado hasta 20º bajo cero en los valles más bajos. El verano es muy agradable en toda esta zona, llegando la temperatura hasta los 30° Celsius, los vientos en otoño y primavera son permanentes con ráfagas que superan los 50 kilómetros por hora.

## Minería
En esta área de la provincia del Neuquén, se encuentran muchos manifestaciones mineras, en la década del año 1950 se trabajó una cantera de mármol blanco donde se extrajeron muchos bloques de excelente calidad, se encuentran minas de baritina, carbón, cobre y en los arroyos hay oro en aluviones.

## Ganadería
Los pobladores asentados en las inmediaciones se dedican a la crianza de caprinos, vacunos y equinos, en menor intensidad a la de los ovinos.